# Heinrich Gotthold Arnold
Pour les articles homonymes, voir Arnold.
Heinrich Gotthold Arnold, né en 1785, et mort en 1854, est un artiste allemand.

## Biographie
Arnold est né en 1785 à Lamütz, près de Radeberg en Saxe.
Élève de Schubert, il étudie les œuvres de Titien, Guido Reni, et d'autres grands maîtres de la Galerie de Dresde. Il peint des portraits et des sujets sacrés pour les églises.
Il est professeur à l'Académie de Dresde. Il meurt en 1854 à Dresde.